# Psaltirea Scheiană

Psaltirea Scheiană este un manuscris românesc din secolul al XVI-lea, care face parte dintre cele trei culegeri rotacizante ale psalmilor, alături de Psaltirea Voronețeană și Psaltirea Hurmuzaki.

## Generalități
Manuscrisul a aparținut lui Dimitrie C. Sturdza-Scheianu, care l-a dăruit Academiei Române în 1884 (ms. rom. 449). Are 265 de file și este o copie realizată de trei scribi a unei traduceri din slavonă în limba română a psalmilor lui David, la care se adaugă zece cântări scriptuare (8 cântari ale lui Moise în care se cuprind: Rugăciunea Anei, mama proorocului Samuel, Cântarea lui Isaia proorocul, Rugăciunea lui Iona Proorocul, Cântarea Prea Sfintei de Dumnezeu Născatoare, după care urmează Rugăciunea proorocului Zaharia), precum și Simbolul atanasian al credinței. La sfârșitul psalmului 151 se află o criptogramă care a fost descifrată în diferite moduri. Textul a fost editat, în facsimil, de Ioan Bianu (1889) și de I.-A. Candrea (1916).

## Datare și localizare
Opiniile asupra datării manuscrisului sunt diverse, propunându-se fie sfârșitul secolului al XV-lea (Aron Densușianu), fie anul 1515 (Sextil Pușcariu, P. P. Panaitescu) sau intervalul 1563-1570 (I.-A. Candrea). Mai recent, pe baza analizei hârtiei de proveniență sileziană, având ca filigran „mistrețul“, G. Blücher a datat textul între anii 1573-1574, iar Alexandru Mareș între anii 1573-1578. Multă vreme s-a încetățenit ideea localizării Psaltirii, la fel ca a celorlalte texte rotacizante, în Maramureș. Cercetările asupra limbii textului întreprinse de Ion Gheție au stabilit că manuscrisul a fost copiat în Moldova, unde s-a descoperit, de altfel, și unde a circulat tipul de hârtie respectiv. Traducerea originală s-a efectuat însă în colțul sud-vestic al Dacoromaniei, adică în Banat-Hunedoara și zonele limitrofe.

## Particularități lingvistice
- Fonetice: rumpe, frâmt, dzise, ledzea „legea”, câri „câini”, oamirilor;
- Morfologice: mârule „mâinile”, sem „suntem”, seți „sunteți”;
- Lexicale: agru „câmp”, apuți „a mirosi”, auă „strugure”, beseadă „vorbă”, inie „zăpadă, brumă”, îmă „mamă”, mărit „mire”, pobedi „a învinge”.